# Biocydy
Biocydy (gr. bios ‘życie’, łac. caedere ‘zabijać’) – grupa związków chemicznych służących do zwalczania szkodników w rolnictwie, leśnictwie oraz przechowalnictwie. Mogą być naturalne (np. fitoncydy i niektóre antybiotyki) lub syntetyczne (np. pestycydy, zaprawy nasienne, kwas pruski). Do biocydów należą również substancje przenikające ze ścieków przemysłowych do organizmów. Większość biocydów niszczy także pożyteczne organizmy oraz wywołuje niekorzystne zmiany w składzie mikroorganizmów.